# Павнель Валеріан Дмитрович
Павнель Валеріан Дмитрович — (нар. 13.03.1894 — березень 1920) — громадський діяч, четар УГА.

## Життєпис
Валеріан Дмитрович Павнель (нар.13.03.1894 — † 03/1920) — громадський діяч, четар УГА. Народився в с. Валява повіт Кіцмань на Буковині (тепер Кіцманського р-ну Чернівецької обл) в шляхетській сімʼї народного вчителя, згодом директора школи у Валяві, активного члена товариства «Українська Школа» Дмитра Павнеля та Вікторії, уродженої Влад. З 1904/1905 по 1911/1912 навчальні рр. навчався у 2-й державній українсько-німецькій гімназії в Чернівцях, де влітку 1912 р. склав матуральні іспити.
Після смерті батька 11.01.1912 р. мешкав в Чернівцях разом з матір'ю Вікторією за адресами Метцґерґассе, 1 та Рапфґассе, 4. Студіював право в Чернівецькому університеті. Член українського академічного товариства «Союз», член правління «Союза» з 10.1913 р. Один з організаторів «Свята квітів» в Чернівцях в 06.1914 р. Військову службу розпочав в 1915 р. як однорічний доброволець, капрал ландштурму. Закінчив кадетську школу та був іменований кадетом 4-ї доповнюючої компанії 15-го полку піхоти. В 1917 р. потрапив до російського полону. Спочатку перебував в таборах військовополонених у м. Солікамську Пермської губернії, а згодом у с. Верхні Мулли (тепер у складі м. Пермі). В 1918 р. повернувся з полону до своєї частини, був іменований хорунжим резерву. Після розвалу Австро-Угорської монархії став на службу в українську армію як хорунжий УГА в Окружній команді в Коломиї. З 01.03.1919 р. іменований четарем піхоти полку Дорошенка УГА. Як командир чети в 4-му курені (командир поручник М. Дацків) 10-ї бригади УГА (командир сотник Ф. Кондрацький), сформованої з групи отамана Ляєра в 06.1919 р., брав участь в Чортківській офензиві, зокрема, в здобутті Теребовлі 09.06.1919 р. та Тернополя 11.06.1919 р. Після переходу УГА через Збруч в 07.1919 р. в складі групи генерала А. Кравса брав участь в поході на Київ, воював в околицях Вінниці та Гайсина. Був командиром скорострільної сотні 3-го куреня 10-ї бригади УГА.
Помер у шпиталі м. Чечельник, захворівши на плямистий тиф. Похований на чечельницькому цвинтарі разом з сімома галицькими старшинами, які померли від тифу разом з ним.
В. Сімович ввів В. Павнеля до канону найшановніших борців за українську державу на Буковині, «героїв, що згинули за добру справу».
В літературі помилково іменується «Ілярієм».

## Джерело
Володимир Старик. Павнель Валеріан Дмитрович // Західно-Українська Народна Республіка 1918—1923. Енциклопедія: До 100-річчя утворення Західно-Української Народної Республіки. Т. 3: П-С. Івано-Франківськ: Манускрипт-Львів, 2020. 576с.;— С.19.